# کلگام
کلگام (به انگلیسی: Kulgam) یک منطقهٔ مسکونی در هند است که در بخش کولگام واقع شده‌است. کلگام ۱٬۰۶۷ کیلومتر مربع مساحت و ۲۳٬۵۸۴ نفر جمعیت دارد و ۱٬۷۳۹ متر بالاتر از سطح دریا واقع شده‌است.